# ZUNTATA
준타타(ZUNTATA)는 게임회사 타이토에서 결성한 사내 밴드이다.
타이토 제작 게임의 BGM을 담당했다.

## 주요 인물
- 히사요시 오구라[1]
- 타마요 카와모토
- 와타나베 야스히샤[2]

### 외주 사운드 작곡
- 피치 펀치
  - Y.오사히 - 마스터 오브 웨폰, 지옥 순례 등 아케이드 게임 작곡

## 같이 보기
- 게임 음악